# Hans Wilsdorf
Hans Wilsdorf (Kulmbach, 22 marzo 1881 – Ginevra, 6 luglio 1960) è stato un orologiaio e imprenditore tedesco, fondatore di Rolex (1908) e di Tudor (1926).

## Biografia
Rimasto orfano in giovane età, Wilsdorf lavorò per una fabbrica di orologi svizzera a La Chaux-de-Fonds. Nel 1905 si trasferì a Londra ed avviò una sua attività, con il proposito di fornire segnatempo di qualità ad un prezzo abbordabile. Con suo cognato Alfred Davis fondò un'azienda per l'importazione degli orologi chiamata Wilsdorf & Davis, e lavorò in coppia con Hermann Aegler, un artigiano di Bienne da cui importava orologi da polso.
Nel 1908 creò il marchio Rolex per i suoi orologi, e durante la prima guerra mondiale lasciò l'Inghilterra per trasferirsi in Svizzera a causa dell'aumento della tassazione sulle importazioni di lusso dovuto alla guerra. Nel 1920 fondò la Montres Rolex S.A. a Bienne. Il nome "Rolex" fu ideato dallo stesso Wilsdorf, poiché facile da pronunciare in molte lingue e composto da lettere della stessa dimensione, in modo da poter essere scritto simmetricamente.
Nel 1926 fondò anche una marca di orologi di alta qualità ma a prezzi inferiori, la Tudor, filiale della Rolex. Dopo la morte di sua moglie, nel 1944, fondò la Hans Wilsdorf Foundation in cui riversò tutte le sue azioni della Rolex, assicurandosi che una parte dei guadagni andasse in opere di carità. La compagnia è rimasta una fondazione fino ai giorni nostri.